# Niedersächsische Landesausstellung
Der Titel Niedersächsische Landesausstellung wird vom Bundesland Niedersachsen für besonders bedeutende Ausstellungsprojekte verliehen. In der Regel übernimmt der niedersächsische Ministerpräsident die Schirmherrschaft. Die Niedersächsischen Landesausstellungen werden in unregelmäßigen Abständen ausgerichtet.
Im Jahr 2008 trugen erstmals zwei Ausstellungen den Titel Landesausstellung. Das Braunschweigische Landesmuseum und das Niedersächsische Landesmuseum in Hannover zeigten gemeinsam die Landesausstellung Die Schöninger Speere – Mensch und Jagd vor 400.000 Jahren, das Landesmuseum für Natur und Mensch in Oldenburg präsentierte vom 10. Februar bis 15. Juni 2008 die große Sonderausstellung Kaiser Friedrich II. Welt und Kultur des Mittelmeerraums.

## Bisherige Ausstellungen
- 1979: „Sammler, Fürst, Gelehrter Herzog August zu Braunschweig und Lüneburg.“ (Wolfenbüttel)
- 1982: „Wilhelm Busch 1832–1908.“  Landesausstellung zur 150-jährigen Wiederkehr des Geburtstages von Wilhelm Busch, (Niedersächsisches Landesmuseum Hannover, im Wilhelm-Busch-Museum Hannover und in der Orangerie Herrenhausen).
- 1985: „Stadt im Wandel – Kunst und Kultur des Bürgertums in Norddeutschland 1150 bis 1650.“  Braunschweigisches Landesmuseum, Braunschweig.
- 1988: „Natur im Städtebau“  (1. Auflage), Munster
- 1991: „Natur im Städtebau“ (2. Auflage), Bremervörde. Nachnutzung als Natur- und Erlebnispark Bremervörde.
- 1994: „Natur im Städtebau“  (3. Auflage), Duderstadt
- 1995: „Heinrich der Löwe und seine Zeit. Herrschaft und Repräsentation der Welfen 1125–1235.“  (Herzog Anton Ulrich-Museum und Braunschweigisches Landesmuseum)
- 2005: „Archäologie Land Niedersachsen – 25 Jahre Denkmalschutzgesetz – 400 000 Jahre Geschichte.“  (Landesmuseum für Natur und Mensch, Oldenburg)
- 2007/2008: „Die Schöninger Speere – Mensch und Jagd vor 400.000 Jahren.“  (Braunschweigisches Landesmuseum und Niedersächsisches Landesmuseum Hannover)
- 2008: „Kaiser Friedrich II. Welt und Kultur des Mittelmeerraums.“  (Landesmuseum für Natur und Mensch, Oldenburg)[1]
- 2009: „Otto IV. – Traum vom welfischen Kaisertum.“  (Braunschweigisches Landesmuseum)
- 2012: „Tabu?! Verborgene Kräfte – Geheimes Wissen.“ (Niedersächsisches Landesmuseum Hannover)
- 2013: „Roms vergessener Feldzug. Die Schlacht am Harzhorn.“ Zum Harzhornereignis, (ab September), Braunschweigisches Landesmuseum, Braunschweig.
- 2014: „Als die Royals aus Hannover kamen – Hannovers Herrscher auf Englands Thron 1714–1837.“ (Niedersächsisches Landesmuseum Hannover, Museum im Schloss Herrenhausen, Historisches Museum Hannover, Wilhelm Busch – Deutsches Museum für Karikatur und Zeichenkunst und im Residenzmuseum im Celler Schloss)
- 2019/2020: „Saxones. Eine neue Geschichte der alten Sachsen.“  (Niedersächsisches Landesmuseum Hannover und Braunschweigisches Landesmuseum)